# Mélissa Godart
Pour les articles homonymes, voir Godart.
Mélissa Godart, née le 6 février 1991 à Metz, est une footballeuse française évoluant au poste de défenseure.

## Biographie

### Carrière en club
Mélissa Godart s'est d'abord formée au football dans son département de naissance, la Moselle, en passant par Amanvillers, l'ES Saint-Privat-Roncourt puis Woippy.
Elle évolue en sénior une saison à l'AS Algrange en Division 2 de 2008 à 2009 puis rejoint l'ESOFV La Roche-sur-Yon et découvre la D1. En 2014, elle s'engage à l'ASJ Soyaux. Après deux ans en Charente, elle retourne à l'AS Algrange devenu depuis le FC Metz.
En 2020, après quatre saisons avec le FC Metz, trois en D1 et une en D2, elle annonce son départ du club et sa volonté d'évoluer à l'étranger.

### Carrière en sélection
Mélissa Godart compte sept sélections en équipe de France U19 dont deux matches du championnat d'Europe 2010 qu'elle remporte avec la sélection française.
Elle fait également partie de l'équipe de France militaire championne du monde en 2016, à Vannes, en Bretagne,.

## Palmarès
France -19 ans
- Vainqueur du championnat d'Europe des moins de 19 ans en 2010

 FC Metz
- Championne de France D2 en 2018

## Statistiques
| Saison                | Club                   | Championnat           | Championnat | Championnat | Coupe(s) nationale(s) | Coupe(s) nationale(s) | Total | Total |
| Saison                | Club                   | Division              | M.          | B.          | M.                    | B.                    | M.    | B.    |
| 2008-2009             | AS Algrange            | Division 2            | 22          | 3           | 2                     | 0                     | 24    | 3     |
| Sous-total            | Sous-total             | Sous-total            | 22          | 3           | 2                     | 0                     | 24    | 3     |
| 2009-2010             | ESOFV La Roche-sur-Yon | Division 1            | 21          | 7           | 1                     | 1                     | 22    | 8     |
| 2010-2011             | ESOFV La Roche-sur-Yon | Division 1            | 22          | 3           | 3                     | 0                     | 25    | 3     |
| 2011-2012             | ESOFV La Roche-sur-Yon | Division 2            | 1           | 0           | 1                     | 0                     | 2     | 0     |
| 2012-2013             | ESOFV La Roche-sur-Yon | Division 2            | 21          | 1           | 1                     | 0                     | 22    | 1     |
| 2013-2014             | ESOFV La Roche-sur-Yon | Division 2            | 22          | 1           |                       |                       | 22    | 1     |
| Sous-total            | Sous-total             | Sous-total            | 87          | 12          | 6                     | 1                     | 93    | 13    |
| 2014-2015             | ASJ Soyaux             | Division 1            | 13          | 2           | 2                     | 0                     | 15    | 2     |
| 2015-2016             | ASJ Soyaux             | Division 1            | 22          | 0           | 1                     | 0                     | 23    | 0     |
| Sous-total            | Sous-total             | Sous-total            | 35          | 2           | 3                     | 0                     | 38    | 2     |
| 2016-2017             | FC Metz                | Division 1            | 21          | 0           | 2                     | 0                     | 23    | 0     |
| 2017-2018             | FC Metz                | Division 2            | 15          | 4           | 1                     | 0                     | 16    | 4     |
| 2018-2019             | FC Metz                | Division 1            | 7           | 0           | 1                     | 0                     | 8     | 0     |
| 2019-2020             | FC Metz                | Division 1            | 10          | 0           | 2                     | 0                     | 12    | 0     |
| Sous-total            | Sous-total             | Sous-total            | 53          | 4           | 6                     | 0                     | 59    | 4     |
| Total sur la carrière | Total sur la carrière  | Total sur la carrière | 197         | 21          | 17                    | 1                     | 214   | 22    |